# Durham (Califòrnia)
Durham és una concentració de població designada pel cens dels Estats Units a l'estat de Califòrnia. Segons el cens del 2009 tenia 5.472 habitants.

## Demografia
Segons el cens del 2000, Durham tenia 5.220 habitants, 1.914 habitatges, i 1.466 famílies. La densitat de població era de 24,6 habitants/km².
Dels 1.914 habitatges en un 37,4% hi vivien nens de menys de 18 anys, en un 64,2% hi vivien parelles casades, en un 7,9% dones solteres, i en un 23,4% no eren unitats familiars. En el 18,8% dels habitatges hi vivien persones soles el 7,6% de les quals corresponia a persones de 65 anys o més que vivien soles. El nombre mitjà de persones vivint en cada habitatge era de 2,72 i el nombre mitjà de persones que vivien en cada família era de 3,1.
Per edats la població es repartia de la següent manera: un 28,1% tenia menys de 18 anys, un 7% entre 18 i 24, un 25,6% entre 25 i 44, un 26,4% de 45 a 60 i un 13% 65 anys o més.
L'edat mediana era de 39 anys. Per cada 100 dones de 18 o més anys hi havia 97 homes.
La renda mediana per habitatge era de 53.306 $ i la renda mediana per família de 61.373 $. Els homes tenien una renda mediana de 42.568 $ mentre que les dones 27.885 $. La renda per capita de la població era de 26.361 $. Entorn del 4,2% de les famílies i el 6,1% de la població estaven per davall del llindar de pobresa.

## Poblacions més properes
El següent diagrama mostra les poblacions més properes.